# Mathijs Schoffeleers
Mathijs Schoffeleers (Geverik, 31 augustus 1928 - Maastricht, 4 april 2011) was een Nederlands missionaris en hoogleraar.

## Biografie
Jan Mathijs Schoffeleers werd geboren als oudste zoon in een Limburgs boerengezin. Al op vroege leeftijd besloot hij priester te worden, ondanks het feit dat hij op de lagere school door een broeder was mishandeld waardoor hij is gaan stotteren. Hij werd misdienaar en ging op zijn twaalfde naar het kleinseminarie. Na zijn priesterwijding vertrok hij op zijn 27e als missionaris naar Nyasaland. Na een rustige periode van drie jaar op een missiepost tussen de theeplantages werd hij overgeplaatst naar de achtergebleven Lower Shire Valley. Daar maakte hij kennis met een vruchtbaarheidscultus rond de gemartelde regengod Mbona, die al sinds de komst van de Portugezen eeuwen geleden bestond en veel overeenkomsten vertoonde met Christus. Gefascineerd door de Afrikaanse godsdiensten kreeg Schoffeleers toestemming antropologie te gaan studeren. Na een jaar in Leopoldstad ging hij naar Oxford waar hij bijna vier jaar doorbracht. Later zou hij promoveren op de Mbona-cultus. Terug in Nyasaland werd hij directeur van een katholieke vormingsschool. Hij verzon soms zijn eigen rituelen: moslims die spijt kregen, haalde hij terug in de kerk met een kleine ceremonie rond het eten van een stukje varkensvlees. Inmiddels kreeg hij internationale bekendheid door zijn vele publicaties in wetenschappelijke en missiologische tijdschriften.
In 1976 ging hij terug naar Nederland. Hij werd lector en later hoogleraar niet-westerse religie aan de Vrije Universiteit in Amsterdam. Als Montfortaan bleef hij in het overwegend protestante academische milieu van de VU een buitenstaander. In 1989 werd hij hoogleraar aan de Rijksuniversiteit Utrecht. Tegelijkertijd werkte hij als hulppastor in Amsterdam. Tot aan zijn dood publiceerde Schoffeleers gezaghebbende boeken en artikelen, maar ook hield hij de tuin bij van het klooster Beresteyn in Voorschoten. Daarnaast schilderde hij en schreef gedichten. Populair was zijn eigen studieclub WARS: Werkgroep Afrika rond Schoffeleers, volgens hemzelf een bewijs van zijn neiging tot hoogmoed. Hij stierf op 82-jarige leeftijd.

## Selecte bibliografie
- Missie en ontwikkeling in Oost-Afrika : een ontmoeting van culturen. Nijmegen: Katholiek studiecentrum, 1983
- Pentecostalism and neo-traditionalism: the religious polarization of a rural district in Southern Malawi. Amsterdam: Free University Press, 1985 [Antropologische papers VU Amsterdam, 1]
- Land of fire. Oral literature from Malawi. Limbe: Popular Publications, 1987 (met A.A. Roscoe)
- Religion and the dramatisation of life: spirit beliefs and rituals in Southern and Central Malawi. Blantyre [etc.]: Christian literature association in Malawi (CLAIM), 1997
- In search of truth and justice: confrontations between church and state in Malawi 1960-1994. Blantyre: Christian literature association in Malawi (CLAIM), 1999 [Kachere series; no. 8].
- Montfortanen in de Lage Landen, 'een klein en arm gezelschap' 1881-2006. Tilburg: Gianotten 2006

## Publicaties over Mathijs Schoffeleers
- Getuigen ondanks zichzelf. Voor Jan-Mathijs Schoffeleers bij zijn zeventigste verjaardag. Red.: Michael Elias & Ria Reis. Shaker Publishing, Maastricht, 1998. ISBN 9042300523
- Birgit Meyer en Ria Reis, 'Matthew Schoffeleers: Anthropologist and Priest', in: Dutch Masters, themanummer Etnofoor 18(2) 2005, p. 23-47
- A Tribute to the Life of Fr. Matthew Schoffeleers (1928 — 2011). Malawianist, Renaissance man and free-thinker. The Society of Malaŵi Journal Special Memorial Edition, 64: 3, 2011.

## Bron
- Peter Brusse, In de ban van de heidenen: Mathijs Schoffeleers 1928-2011, in: Vrij Nederland, 4 juni 2011